# In Amenas
In Amenas (em árabe: إن أميناس) é uma cidade do leste da Argélia, situada próxima da fronteira com a Líbia. O maior projeto de gás natural liquefeito do país foi iniciado nesta localidade, no ano de 2006.

## Transporte
A cidade é servida pelo Aeroporto de In Aménas, com voos da Air Algérie para Argel, Hassi Messaoud, Oran e Ouargla, além de voos da Tassili Airlines para Adrar, El Golea, El Oued, In Salah, Tébessa e Touggourt.